# Jacqueline Duhême
Jacqueline Duhême, née le 15 novembre 1927 à Versailles et morte le 1er mars 2024, à Nogent-sur-Marne, est une écrivaine et illustratrice française.

## Biographie
Jacqueline Duhême a débuté, après avoir été l'élève de Paul Colin, comme aide d'atelier chez Henri Matisse, à Vence. Elle a eu le mérite d'amener les grands poètes qu'elle a illustrés, Paul Éluard, Jacques Prévert, Blaise Cendrars, Claude Roy, entre autres, à écrire pour la jeunesse. Elle a illustré aussi ses propres textes comme Le Noël de Folette, Hadji ou Irma et Igor sur le France.
Elle innove en inventant, à l'occasion du voyage des Kennedy en France, le reportage en dessins : avec de Gaulle en Amérique du Sud et le pape Paul VI en Terre sainte.
Jacqueline Duhême crée également des tapisseries.
Dans son ouvrage Petite main chez Matisse (2009), Jacqueline Duhême évoque ses souvenirs de travail en tant qu'assistante de l'artiste à Cimiez, durant les années qui ont précédé sa mort. Elle raconte l'expérience unique qu'elle a vécue et évoque des anecdotes et ses rencontres avec Louis Aragon, Colette et Pablo Picasso.
Dans Une vie en crobards, l'auteur évoque ses souvenirs, étroitement liés à l'histoire littéraire et artistique du XXe siècle. Elle revient sur son enfance dans la librairie de sa mère à Suresnes, ses années de couvent en Grèce, la Seconde Guerre mondiale, ses premiers petits boulots et ses relations avec les poètes et artistes de son temps tout au long de sa vie.
Artiste aux talents multiples, Jacqueline Duhême construit une œuvre qui fait l'objet d'expositions en France comme à l'étranger et qui a été couronnée par de nombreux prix.

## Œuvres

### Ouvrages en tant qu'auteure
Ouvrages autobiographiques
- Line et les autres / préface Pierre Salinger. Paris : Gallimard, 1986, 312 p.  (ISBN 2-07-070818-7)
- Jacqueline Kennedy et Jacqueline Duhême partent en voyage / Jacqueline Duhême ; texte Vibhuti Patel ; préface John Kenneth Galbraith ; trad. de l'américain par Catherine Ianco. Paris : Gallimard jeunesse, 1998, 63 p.  (ISBN 2-07-052179-6)
- Petite Main chez Henri Matisse. Paris : Gallimard jeunesse, 2009, 64 p.  (ISBN 978-2-07-062047-0)
- Une vie en crobards[5], Paris : Gallimard jeunesse, 2014, 192 p.  (ISBN 978-2-07-064920-4)

Albums pour la jeunesse
- Les Belles images de Jacqueline Duhême. Paris : G.P. rouge et or, 1983, [18] p.  (ISBN 2-261-01326-4)
- Le Noël de Folette. Paris : Gallimard jeunesse, 1992, 20 p.  (ISBN 2-07-056811-3)
- Louloute. Paris : Seuil jeunesse, 2002, 41 p.  (ISBN 2-02-054028-2)
- Hadji / Jacqueline Duhême ; illustré par Jean-Louis Besson. Paris : Gallimard jeunesse ; Paris : Sol en si, 1996, [33] p.  (ISBN 2-07-059528-5)
- Irma et Igor sur le “France”. Paris : Gallimard jeunesse, 2003, [22] p. (Gallimard album).  (ISBN 2-07-055345-0)

### Illustrations
- Claude Aveline, L'ARBRE TIC TAC. Editions Raisons d'Être. Collection RAISINS d'ENFANCE, 1950.
- Paul Eluard. Grain d'aile. Sous le pseudonyme de Line Duhèm. Edition Raison d'Être - collection Raisins d'enfance - 1951
- Le Livre des droits de l'homme, préface de Robert Badinter. Paris : Gallimard jeunesse, 2005, [28] p.  (ISBN 2-07-051104-9)
- Claude et Jacqueline Held, La poudre des sept planètes. Hachette, 1990, 128 p.  (ISBN 2-0101-6250-1)
- Françoise Colin et Catherine Aubier, Le cancer. Paris : France loisirs, 1992, 126 p.  (ISBN 2-7242-5535-6)
- Miguel Angel Asturias, L'homme qui avait tout tout tout, G. P. Rouge et or, 1973.
- Maurice Druon , Tistou les pouces vert, Gallimard Jeunesse, 1993, 123 p.
- Paul Éluard, L'enfant qui ne voulait pas grandir, Paris, Pocket Jeunesse, 1999, 61 p.  (ISBN 9782266090018)
- Dorothée-Marguerite Kœchlin de Bizemont, La Balance. Paris : Solar, 1982, 127 p. (Solarama).  (ISBN 2-263-00430-0)
- Jacques Prévert, Au hasard des oiseaux, et autres poèmes. Paris : Gallimard, 1992, 48 p. (Folio cadet ; 276).  (ISBN 2-07-052320-9)
- Jacques Prévert, Le Cancre. Paris : Gallimard, 1989, 27 p. (Folio benjamin ; 219).  (ISBN 2-07-039219-8). Rééd. Paris : Gallimard jeunesse, 2007, 24 p. (Gallimard album).  (ISBN 978-2-07-057603-6)
- Jacques Prévert, Le Bateau la terre. Voisins-le-Bretonneux : Rue du monde, 2004, 18 p. (Petits géants). Extrait du recueil : Le grand bal du printemps.  (ISBN 2-912084-93-8)
- Jacques Prévert, Balades. Paris : Gallimard jeunesse, 2007, 138 p. ([Gallimard album]).  (ISBN 978-2-07-050868-6)
- Jacques Prévert, Chanson pour chanter à tue-tête et à cloche-pied ; suivi de Le dromadaire mécontent. Paris : Gallimard jeunesse, 2001, 25 p. (Enfance en poésie).  (ISBN 2-07-054601-2)
- Joël Sadeler, Les animaux font leur cirque. Paris : Gallimard jeunesse, 2000, [22] p. (Enfance en poésie).  (ISBN 2-07-054229-7)
- Joël Sadeler, Le Voyage du chariot à mots. Paris : Larousse, 1995, [36] p. (Les apprentis sages).  (ISBN 978-2036120051)
- John Rowe Townsend, À chat perché sur un gratte-ciel. Paris : Hachette, 1995, 121 p. (Le Livre de poche. Jeunesse). Traduction de Top of the world.  (ISBN 2-01-321332-8)
- Vercors, Camille ou l'Enfant double. Paris : Éditions G.P., 1978, 36 p.  (ISBN 2-261-00537-7). Réédition : Paris, Pocket jeunesse, 2006, 48 p. (Pocket jeunesse ; J975).  (ISBN 2-266-12771-3)
- « Le Loup de Gubbio », in Les fioretti de saint François d'Assise, adapté de l'italien par Roger Grenier. Paris : Gallimard jeunesse, 2008, 37 p. (Folio cadet ; 506).  (ISBN 978-2-07-061463-9)

## Décoration
- Commandeur de l'ordre des Arts et des Lettres. Elle est promue au grade de commandeur le 10 février 2016[6].